# Qi Xiao Feng
Qi Xiao Feng (Jilin (stad), 15 april 1983) is een Chinese tafeltennisser die sinds de voorjaarscompetitie van 2010 uitkomt voor eredivisionist Petstra DTK '70. Hij werd op 8 mei 2009 Nederlands kampioen enkelspel. Qi was ondanks dat hij Chinees is speelgerechtigd voor het NK doordat hij langer dan twee jaar aaneengesloten ingeschreven stond in Nederland. 
Zijn Nederlandse titel maakte van Qi de eerste Nederlands kampioen nadat Danny Heister en Trinko Keen het toernooi vaarwel zegden. Die eisten samen zeventien van de voorgaande achttien vergeven enkelspeltitels op. De rechtshandige Xiao Feng won in de eindstrijd met 4-3 van Merijn de Bruin, voor wie het eveneens zijn eerste enkelspelfinale was. Daarvoor won hij van achtereenvolgens Jelle Bosman, Frank Rengenhart, Boris de Vries en Gregor Foerster. In maart 2010 bereikte Qi Xiao Feng opnieuw de NK-finale, maar verloor die ditmaal van Michel de Boer.
Xiao Feng werd in 2006 samen met Jos Verhulst en Monday Merotohun naar FVT gehaald, nadat de Rotterdamse ploeg Zichao Tian, Michel de Boer, Roy Visser en Mitchell Alsemgeest zag vertrekken. Ze verhuurde hem in 2009 aan mede-eredivisionist Agin Otten Heerlen. Hij speelde eerder voor onder meer het Belgische Immo Mortsel.
Xiao Feng studeerde economie aan de universiteit van Shanghai.